# 1978 في فرنسا
فيما يلي قوائم الأحداث التي وقعت خلال عام 1978 في فرنسا.

## سياسة

### تعيين في المنصب
- 3 أبريل – مارسيل داسو نائب فرنسي.
- 19 مارس – برنارد ديشان نائب فرنسي.
- 3 أبريل – جان إيف لودريان نائب فرنسي.
- 3 أبريل – جان فرانسوا دينيو نائب فرنسي.
- 3 أبريل – فرنسوا ميتران نائب فرنسي.
- 3 أبريل – كريستيان بونيت نائب فرنسي.
- 3 أبريل – لوران فابيوس نائب فرنسي.
- 3 أبريل – مارسيل داسو نائب فرنسي.
- 3 أبريل – ميشال روكار نائب فرنسي.

### انتهاء فترة المنصب
- 2 أبريل – مارسيل داسو نائب فرنسي.
- 2 أبريل – إيتيان فاجون نائب فرنسي.
- 2 أبريل – برنار ديستريمو نائب فرنسي.
- 2 أبريل – فرنسوا ميتران نائب فرنسي.
- 2 أبريل – مارسيل داسو نائب فرنسي.
- 5 أبريل – رايمون باغ وزير الاقتصاد والمالية والصناعة  [لغات أخرى]‏.
- 5 مايو – كريستيان بونيت نائب فرنسي.
- 6 مايو – جان فرانسوا دينيو نائب فرنسي.

## رياضة
- 1 يناير – دورة فرنسا المفتوحة 1978
- 1 يناير – سباق طواف فرنسا 1978 الفائز بيرنار إينو.
- 2 يوليو – جائزة فرنسا الكبرى 1978 الفائز ماريو أندريتي.

## ظهور
- 1 يناير – أو'تجامب
- 1 يناير – جيبسي كينغز
- 1 يناير – كيابي

## أفلام
من الأفلام التي صدرت هذه السنة في فرنسا: 
- 1 يناير – أخرج مناديلك من إخراج Bertrand Blier [الإنجليزية]‏.

## موسيقى
- استغاثة من أرضي في محنة (أغنية) خلال أوبرا الروك ستارمانيا للمغني دانييل بالافوين

## مواليد

### يناير
- 1 يناير – يوهان دينيز منافِس أوليمبي فرنسي.
- 5 يناير – كيلي بيرفيلي لاعب كرة قدم فرنسي.
- 14 يناير – كمال اونسيا رابر فرنسي.
- 15 يناير – نيكولاس رابويل لاعب كرة قدم فرنسي.
- 20 يناير – عمر سي

### فبراير
- 25 فبراير – يزيد منصوري لاعب كرة قدم جزائري.

### مارس
- 13 مارس – انطوان ميشيل ممثل فرنسي.
- 15 مارس – إبراهيم حمداني لاعب كرة قدم.
- 21 مارس – ميشيل مي لاعب كرة قدم فرنسي.
- 22 مارس – أرنو لولان لاعب كرة قدم فرنسي.
- 28 مارس – فابين أودارد لاعب كرة قدم فرنسي.
- 30 مارس – إدوارد سيسي لاعب كرة قدم فرنسي.
- 31 مارس – جيروم روتن لاعب كرة قدم فرنسي.

### أبريل
- 5 أبريل – أرنو تورنانت دراج فرنسي.
- 11 أبريل – ديفيد دوكورتو لاعب كرة قدم فرنسي.
- 26 أبريل – آنا موغلاليس ممثلة فرنسية.

### مايو
- 6 مايو – توني إستانغيه كاياكير فرنسي.
- 10 مايو – برونو تشيرو لاعب كرة قدم فرنسي.
- 11 مايو – ليتيسيا كاستا
- 15 مايو – يوهان ديمونت لاعب كرة قدم فرنسي.
- 23 مايو – جوناثان ياغر لاعب كرة قدم فرنسي.
- 27 مايو – جاك أباردونادو لاعب كرة قدم فرنسي.
- 28 مايو – جيمي كاسبر
- 28 مايو – سيلفي تيلييه
- 29 مايو – سيباستيان غروجان لاعب كرة مضرب فرنسي.
- 30 مايو – جان ميشال بكري لاعب كرة مضرب فرنسي.

### يونيو
- 1 يونيو – دانتيس مغني فرنسي.
- 6 يونيو – الشاب فضيل مغني فرنسي.
- 11 يونيو – جوليان رودريغيز لاعب كرة قدم فرنسي.
- 15 يونيو – جيروم مويسو لاعب كرة سلة فرنسي.
- 25 يونيو – راوية روابحية لاعبة كرة طائرة جزائرية.
- 27 يونيو – علي العمري لاعب كرة قدم مغربي.

### يوليو
- 2 يوليو – جوزيف جوميس لاعب كرة سلة فرنسي.
- 17 يوليو – إميلي سيمون
- 18 يوليو – مليسيا توريو صحفية فرنسية.
- 19 يوليو – جوناثان زيبينا لاعب كرة قدم فرنسي.

### أغسطس
- 5 أغسطس – سام هوكيفر
- 7 أغسطس – ألكسندر أجا
- 8 أغسطس – رودولف كادارت لاعب كرة مضرب فرنسي.
- 8 أغسطس – لويس ساها لاعب كرة قدم فرنسي.
- 12 أغسطس – ليليان أستير لاعب كرة قدم فرنسي.
- 17 أغسطس – مهدي بعلة
- 19 أغسطس – فرانسوا موديستو لاعب كرة قدم فرنسي.
- 27 أغسطس – فرانك كودري لاعب كرة قدم فرنسي.
- 31 أغسطس – فيليب كريستانفال لاعب كرة قدم فرنسي.

### سبتمبر
- 11 سبتمبر – لورينت كورتوا لاعب كرة قدم فرنسي.
- 14 سبتمبر – ستيفان دوماس لاعب كرة سلة فرنسي.
- 20 سبتمبر – منصور بوتابوت لاعب كرة قدم جزائري.
- 27 سبتمبر – جان جويل بيريير دومبي لاعب كرة قدم كاميروني.

### أكتوبر
- 10 أكتوبر – إيميريك جينو لاعب كرة سلة فرنسي.

### نوفمبر
- 20 نوفمبر – جان فرانسوا بيدينيك لاعب كرة قدم فرنسي.
- 22 نوفمبر – ميلاني دوتي ممثلة فرنسية.
- 28 نوفمبر – مهدي النفطي لاعب كرة قدم تونسي.
- 30 نوفمبر – بيريك فيدريجو درّاج طريق فرنسي.

### ديسمبر
- 1 ديسمبر – بريان بوفير سائق رالي فرنسي.
- 8 ديسمبر – فريدريك بيكيون لاعب كرة قدم فرنسي.
- 19 ديسمبر – بيير واجوكا لاعب كرة قدم فرنسي.
- 19 ديسمبر – نيكولا فريتش درّاج طريق فرنسي.
- 20 ديسمبر – بوعبدالله طاهري رياضي فرنسي.

## وفيات

### يناير
- 1 يناير – زيرسيز لويس (مواليد 1926) لاعب كرة قدم فرنسي.
- 24 يناير – جورج سبايكر (مواليد 1907) درّاج طريق فرنسي.

### مارس
- 20 مارس – جاك برونون (مواليد 1895) لاعب كرة مضرب فرنسي.

### أبريل
- 12 أبريل – جوزيف دلتيل (مواليد 1894) شاعر فرنسي.

### يوليو
- 24 يوليو – غاستون ري (مواليد 1904) ممثل فرنسي.
- 27 يوليو – كلود سيلف (مواليد 1887) كاتبة فرنسية.

### أغسطس
- 26 أغسطس – تشارلز بوير (مواليد 1899)

### سبتمبر
- 6 سبتمبر – ماكس ديكوجيس (مواليد 1882) لاعب كرة مضرب فرنسي.
- 8 سبتمبر – جان نيكولاس (مواليد 1913) لاعب كرة قدم فرنسي.
- 19 سبتمبر – إتيان جيلسون (مواليد 1884)

### أكتوبر
- 7 أكتوبر – هنري كوربين (مواليد 1903)

### نوفمبر
- 24 نوفمبر – غاسبار رينالدي (مواليد 1909) دراج فرنسي.

### ديسمبر
- 21 ديسمبر – روجيه كايوا (مواليد 1913)